# EMOBILE G4
EMOBILE G4（イー・モバイル ジーフォー）は、ソフトバンク株式会社のY!mobile部門(旧・イー・アクセス)が提供する、高速サービスや先駆的端末において、先進性を表すブランド名称。
2010年12月3日よりサービスが開始。2018年2月1日0時にサービス終了。

## 概要
第3.5世代移動通信システムを高度化したDC-HSDPA規格をはじめとした、イー・アクセスの最上位(当時)を表すサービスおよび端末、エリアの総合ブランド名称である。
3も7
なお、DC-HSDPAの導入は、イー・アクセスの高速データ通信サービスの流れにおいて、下り最大3.6Mbps、7.2Mbps、21Mbpsの流れを汲む第4の進化（高速化）となる。なお、HSPA+サービスも包括され、同サービスのプランもDC-HSDPAの開始と同時に吸収される。また、2012年3月15日よりサービスを開始するLTE方式によるサービスはEMOBILE LTEとして別ブランドにて展開され、EMOBILE LTEエリア外ではEMOBILE G4としても接続可能となる。なお、LTEの75Mbps対応エリアではDC-HSDPAでの通信はできず、逆にDC-HSDPA対応エリアでは、LTEは最大37.5Mbpsでの通信しかできないので、注意が必要。
2011年12月15日に、下り14Mbpsのサービス(端末自体は、2011年12月1日に発売された、華為技術日本製スマートフォンであるGS02で対応済み)も2012年2月より含めることを発表しており、データ通信向け料金プランは遅れること同年6月利用分より自動的に7.2Mbpsの料金プラン水準に引き下げを行う予定。
その後、当社がウィルコムを吸収合併したワイモバイルへサービス提供事業者移行され、さらにソフトバンクモバイルに吸収合併後の2015年12月、ソフトバンクモバイルから同年7月に社名変更したソフトバンク株式会社のY!mobile部門が、2018年2月以降、旧イー・アクセスに割り当てられた1800MHz帯をすべてLTEに順次転換する方針を明らかにした。このため、3Gサービス自体が、2018年1月末を以て、停波されることになり 、当サービス自体が終了され、使用不可となった。
なお一部端末ではSoftBank 3Gの電波を利用する形でサービスを継続しているが、これもSoftBank3Gのサービス終了に伴い2024年1月31日をもって終了する予定。

## ブランドメッセージ
EMOBILE G4の「G」と「4」にはそれぞれ以下の意味が込められている。
【G】
Global ： 世界150ヵ国以上で採用のHSPA規格
Growth ： 高速ネットワークの比類なき成長
Generation ： モバイルブロードバンドの新たな展開
【4】
イー・モバイルの第4の進化、42Mbpsデータ通信サービスの開始

## 展開
2010年12月3日にEMOBILE G4ブランドでのデータ通信端末「D41HW」が発売された。当初は11月19日発売予定だったが、12月3日に変更された。
開始当初の提供エリアは関東、東海、関西、北海道、九州の一部の主要都市からとしており、2011年3月末までに人口カバー率で約40～50%のエリアでの提供を目指している。
料金プランは、下り最大42Mbpsおよび下り最大21Mbpsのデータ通信サービス専用プランが適用される。上述のように、専用プランは2012年6月利用分より引き下げが行われる。
2011年10月現在、音声端末での同データ通信対応の端末は発表されていない。しかしながら、上述のように、2011年12月1日に発売されたスマートフォンであるGS02が、HSPA+以上の通信には対応していないものの包括されることになった。よって、HSPA+に対応するスマートフォンは、2012年6月に発売されるGS03が初号機となる。
EMOBILE LTEのサービス開始後は、本サービスの下り最大42Mbpsエリアへの拡張が、LTEエリアの下り最大75Mbpsへの拡張の阻害要因となるため、開業当時から利用している5MHz幅×2分帯域をHSPA+のみにとどめ、隣接帯域を含む後から追加された10MHz幅×2分は、原則的にLTE用の帯域とするため、DC-HSDPAに対応している端末（EMOBILE LTE端末で、DC-HSDPAとのデュアルモードで利用可能なケースを除く）では、性能が出せない恐れも出てきている。すでにDC-HSDPAとして10MHz幅×2分利用しているエリアでは、LTEは5MHz幅×2分しか帯域が使えないため、下り最大37.5Mbpsとなるが、今後はDC-HSDPAを10MHz幅×2分使っているところは5MHz幅×2分に削減のうえ、LTEを10MHz幅×2分利用できるようにしていく方針。
2013年6月、DC-HSDPAが利用可能であるエリアを、同年8月中旬以降、順次LTEの75Mbps対応エリアに転換することを正式に明らかにし、EMOBILE G4としては、最高でHSPA+レベルの速度に低下させる方針を発表した。
LTEに対応していないDC-HSDPA端末は、これまで、D41HW、GD01、GP02、GP03の4端末が発売され、今般の理由によりいずれも巻き取り対象となった。
さらに、2015年12月には、1800MHz帯のすべてを2018年2月以降を目処にLTEに全て転換することを理由に2018年1月31日を以て、旧・イー・アクセスの3Gサービスは全て停波となり、利用できなくなった。